# 本塁打
本塁打（ほんるいだ）、ホームラン（英語: Home Run）とは、野球・ソフトボールにおける打者の記録。スポーツ新聞紙上などでは、HRと略される場合が多い。

## 定義
1. 打者が打った正規の打球が、地面かあるいは「野手以外のもの」に触れることなく（これを「インフライトの状態」という）、両翼のファウルラインとフェンスの交差地点の間（交差地点上を含む）を通過してプレイングフィールドの外へ出た場合。または、ファウルラインがフェンスと交差する地点から垂直に伸びるファウルポール、もしくはポールのフェアゾーン側に伸びている長さ数十センチメートルの金網に当たった場合[1]。「プレイングフィールドの外へ出る」とは、スタンドに入ること、更にはスタンドを越して球場外へ出ること（場外本塁打）を意味する。プレイングフィールドの外にある壁（バックスクリーンなど）に当たって跳ね返り再びフィールドに戻った場合も含まれる。「インフライトの状態」でプレイングフィールドの外へ出るとは、野手のグラブなどをかすめてフィールド外に出る場合のみならず、本来ならフィールド外に出ないような飛球が野手のグラブや頭などに当たり跳ね返ったためにスタンドに入った場合も含む。
2. 審判員が明らかに上記1になるであろうと判断した打球に対して、野手がグローブや帽子などを本来身につけるべき場所から外して投げつけ、現実に打球の進路を変えた場合。ただし、投げつけても打球に当たらなければそのまま競技続行である。

上記1、2の場合はボールデッドとなり、審判員は右手を頭上で回すジェスチャーとともに「ホームラン」を宣告し、打者を含めた全ての走者には本塁までの安全進塁権が与えられる。走者は本塁まで正規の走塁を行い、その数が得点となる。1点（走者なし）ならソロ、2点（走者1人）なら2ラン、3点（走者2人）なら3ラン、4点（走者3人、満塁）なら満塁本塁打（満塁ホームラン）あるいはグランドスラムと呼ぶ。打者走者が正規に本塁まで走塁し得点が認められたとき、打者に本塁打が記録される。
「インフライトの状態」とは、打者が打った打球がまだ地面かあるいは「野手以外のもの」に触れていない状態をいうので、一度野手に触れた後、地面に落ちることなくスタンドに入った場合も、「インフライトの状態でプレイングフィールドの外へ出た」ことになる。すなわち、フェア地域で野手に触れた打球で、まだ地面に落ちていないものが上記の定義1、2に該当する場合は本塁打であり、審判員によって「ホームラン」が宣告される。ただし、打球に触れた野手の行為が失策に該当すると公式記録員が判定すれば、打者には本塁までの安全進塁権が与えられるものの、野手に失策が記録されるだけで本塁打も安打も記録されない（英語で4-base errorと呼ばれる）。一度野手が触れた打球は、その時点でフェアかファウルかが確定する。したがって、野手がファウルグラウンドで打球に触れ、インフライトの状態のままフェアゾーン側のスタンドに入った場合は、ファウルボールである。一方、野手がフェアグラウンドで打球に触れ、インフライトの状態のままファウルゾーン側のスタンドに入った場合は、ボールデッドになり、審判員によって二塁打（エンタイトルツーベース）が宣告される。
野手がフェンスの上に登りジャンプして捕球を試みることなども許されている。フェンスに登った野手が、本塁打になりそうな打球をプレイングフィールド内で捕球した場合は、捕球したままプレイングフィールド内に残ればアウト、打球に触れたが、ボールがグラウンドに落ちた場合はボールインプレイとなる。また、捕球した選手ごとスタンドへ入ってしまった場合、審判員が正規の捕球とみなさなければ本塁打、正規の捕球の後にスタンドに入ったと判定した場合は、打者はアウトになり、ボールデッドとなって、無死もしくは一死の場合は塁上の走者に1個の安全進塁権（テイクワンベース）が与えられる（1979年に公認野球規則に2.15「キャッチ」【原注】が書き加えられたが、アウトになるルール自体が改正されたわけではない）。タッチアップと同等の行為であるが、ボールデッド状態の為この場合は走者がアウトになる事は無い。
なお、フェンスに登るなどしている野手は危険を承知でプレイしているものとみなされ、仮に観衆の妨害を受けたとしても、審判員によって妨害が宣告されることはない。ただし、観衆がフェンスを超えてプレイングフィールド側に手を出して野手を妨害したり打球に触れたりした場合は、審判員によって妨害が宣告され、ボールデッドとなる。審判員は、妨害がなければ競技はどのような状態になったかを判断して、ボールデッド後の処置をとる。
打球が外野フェンスの頂上に当たった場合はその時点でフェアとなるが、はねた打球がスタンドに入ったとき、それを本塁打と判定するかどうかについてはグラウンドによって事情が異なる。一般には、本塁打と判定するための境界線がフェンスの頂上に設定されているため、打球がその後スタンドに入るかポールに触れた場合は本塁打、プレイングフィールドに落下または野手が処理した場合はインプレーとなるが、例えばフェンス上に設置されている手すりなどがある場合の扱いは各野球場で定められており、この場合はその定められた境界線をフェンスの頂上に準ずるものとして扱う。
外野フェンスの中腹にあるラバーフェンスに当たった打球がはねてスタンドに入った場合、1992年の八木の「幻の本塁打」事件を機にルールの明文化が検討されたが、1993年と1994年のプロ・アマ合同の規則委員会で、プロは二塁打・アマチュアは本塁打という扱いとなるなど、ルールが二分化された。これはプロ側の見解はラバーフェンスはフェンスの頂上（本塁打と判定するための境界線）の手前であり、それより手前は地面の延長であると解釈するため二塁打であったのに対し、アマ側はエンタイトルツーベースの定義に当てはまらないことなどからホームランを主張したことによる。
しかし、2001年の第83回全国高等学校野球選手権大会で日大三高の内田和也が放った打球が、八木の打球と同様にラバーフェンスではねてスタンドに入り、アマの規定通り本塁打になったことで、大会本部に数多く「二塁打ではないか」という意見が寄せられた。これを契機に2002年1月12日に開催されたプロアマ合同の規則委員会で、プロに合わせて二塁打という扱いとなることが確認された。これは、プロ側がプレイングフィールドの内と外の境界線をフェンス（フェンスの上にネットがある場合はネット）の最上部とした場合、ラバーフェンス（＝「野手以外のもの」）に当たった時点で「インフライトの状態」ではなくなり、かつ内と外の境界線を超えていないことから本塁打にはならないという見解を示し、プロ・アマ統一の解釈となったことによる。
日本の一部の球場では本塁打数増加を目的に外野フィールドにフェンスを設けてプレイングフィールドを狭めるラッキーゾーンが設置されている。
ドーム球場のフェア地域の天井や懸垂物などにボールが当たったり挟まったりした場合、その場所によって本塁打と認定するなど各球場ごとにグラウンドルールが定められている。詳しくはドーム球場の特別ルールの項を参照のこと。
NPBにおいては、2009年に試験導入、2010年より本塁打の判定に限りビデオ判定を完全導入した。
ビデオ判定適用第1号は3月27日の東京ドームで行われた読売ジャイアンツ対東京ヤクルトスワローズでホームランを打ったアーロン・ガイエルである。中堅フェンスの上部付近で跳ね返り、フェンス上部に当たって跳ね返ったとみてインプレーとし、「二塁打」になった。だが、直後に審判団が審判室でビデオを確認した結果、「フェンスを越えており本塁打」と判定を覆した。「ビデオでは打球が（ネット上部で）消えており、本塁打と判断した」と説明された。

### ランニング本塁打
打者が打った打球のうち、一度でも地面に落ちたフェアボールを守備側が失策を伴うことなく処理する間に、打者走者が本塁まで進塁すると「ランニング本塁打（ランニングホームラン）」（走本塁打、走本）となる。この場合はボールインプレイであり、審判員の「ホームラン」の宣告はないが、記録上は上記1、2と同じく本塁打として記録される。この場合、重要なのは、打者の走力やベースランの技術であるため、ヒット性のライナーでも本塁打となることもある。
なお、日本のプロ野球第1号本塁打（藤井勇）と第2号本塁打（前田喜代士）は、いずれもランニングホームランである。

### サイクル本塁打
サイクル本塁打（サイクルホームラン）とは、1試合に異なる4種類の本塁打（ソロ、2ラン、3ラン、満塁）すべてを打つことであるが、NPB・MLBともに2024年までにこの記録を達成した個人はいない。
- ジョン・スコット（ヤクルトスワローズ）は、1979年5月27日に開催された対阪神タイガース戦のダブルヘッダー第1試合で2ランと満塁弾を打つと、第2試合でもソロと3ランをそれぞれ打っており、唯一「1日でサイクル本塁打」を達成している[12][14]。
- レオン・リー（横浜大洋ホエールズ）はセ・リーグ新記録となる1試合10打点を記録した1985年8月10日の対広島東洋カープ戦で、3打席目までに満塁弾、2ラン、3ランを放ったが、第4・第5打席でソロを打てず、未達成に終わった[12]。
- レオ・ゴメス（中日ドラゴンズ）も、1999年4月18日の対巨人3回戦（東京ドーム）で[15]、第3打席までにソロ、3ラン、2ランを連続で打ち、第5打席では満塁の場面で打席に立ったものの、空振り三振に倒れ、未達成に終わっている[12]。

マイナーリーグでは、1998年7月27日にAA級 (2A) のアーカンソー・トラベラーズ（当時はセントルイス・カージナルス傘下）に所属していたタイロン・ホーン (Tyrone Horne) が、対サンアントニオ・ミッションズ（当時はコロラド・ロッキーズ傘下）との試合で初回に2ラン、2回に満塁、5回にソロ、6回に3ランを打って達成した例がある。2022年8月11日には、同じくカージナルス傘下AA（当時スプリングフィールド・カージナルス）所属のチャンドラー・レドモンド(Chandler Redmond)が、ダイヤモンドバックス傘下AA（当時アマリロ・ソッドプードルズ）との試合で5回に2ラン、6回に満塁、7回にソロ、8回に3ランを打って達成した。
チームとして1試合で「サイクル本塁打」を達成した例としては、2022年3月31日の大阪桐蔭高校（阪神甲子園球場、第94回選抜高校野球決勝戦：選抜大会では史上初）、2022年5月9日のロサンゼルス・エンゼルス（エンゼル・スタジアム・オブ・アナハイム、対タンパベイ・レイズ戦）、2022年9月7日の読売ジャイアンツ（東京ドーム、対横浜DeNAベイスターズ戦。チーム15年ぶり9度目）などがある。

## 様々な本塁打
見出しにリンクがあるものについては当該記事を参照
アベック本塁打（アベック弾、アベックホームラン、アベックホーマー、アベックアーチ、アベック砲）
同じ球団の2人の選手が同じ試合で放った本塁打をいう。試合毎に回数で数える。1つの試合の中で一方又は双方の選手が複数の本塁打を放って達成した場合も（放った本塁打数に合わせて増えることはなく）1回と数える。2人の強打者が同時期に同球団に所属していなければあまり発生しない。下記のように、特に有名なものは特別な呼称が付けられる場合がある。
王貞治と長嶋茂雄のON砲（巨人）による106回、山本浩二と衣笠祥雄のYK砲（広島）による86回、野村克也とケント・ハドリ（南海）の70回、秋山幸二と清原和博のAK砲（西武）による62回が有名である。
左右打席本塁打
同一選手が同じ試合で左打席・右打席の両方で本塁打を打つこと。
サヨナラ本塁打
最終回・延長回の裏に後攻が本塁打を打って得点が入ることにより後攻の得点が先攻を上回り、サヨナラゲームとなり試合が終了すること。満塁の状態で打ったもの（満塁本塁打）はサヨナラ満塁本塁打、さらに逆転を伴う場合は逆転サヨナラ満塁本塁打という。その点差が3点の場合はお釣りなしと言われている。
全球団から本塁打
すべての球団から公式戦で本塁打を打つこと。自分が所属する球団からも本塁打を打つ必要があるため、これを行うには最低1度は移籍し、2球団以上に所属する必要がある。
代打本塁打
代打として打席に入り本塁打を打つこと。最終回・延長回の裏に満塁の状態で代打が出場して本塁打を打ち、逆転してサヨナラゲームで試合が終了することは代打逆転満塁サヨナラ本塁打と呼ばれ、非常にまれにしか発生しない。2001年9月26日には北川博敏（近鉄）が対オリックス戦で代打逆転満塁サヨナラ本塁打を放ったことにより近鉄の優勝が決定した（北川博敏の代打逆転サヨナラ満塁優勝決定本塁打）。
初打席本塁打
公式戦初打席で初本塁打を記録すること。
幻の本塁打
フェンス越えの打球を放ちながら何らかの理由で本塁打が認められなかったり、フェンス越えに近い打球が観衆の妨害により本塁打と認められなかったりすること。
幻の本塁打一覧を参照。
満塁本塁打
満塁時に本塁打を打つこと。塁上の3人の走者と打者走者が得点し、4点が入る。
予告ホームラン
打席に入る直前、もしくは打席に入った直後に打球方向を指し、その方向に本塁打を打つこと。

## 本塁打数に関する記録

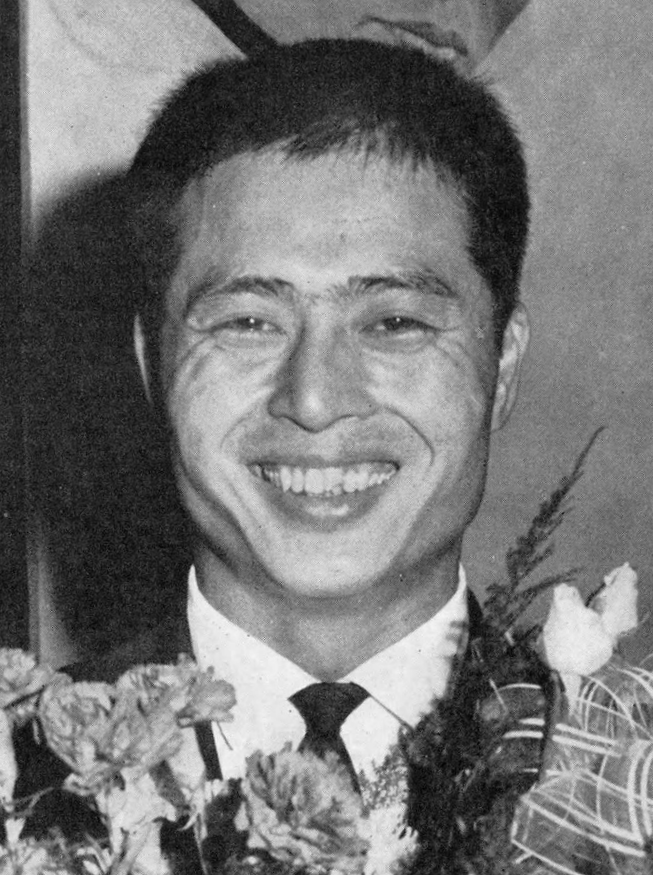
通算本塁打の日本プロ野球記録を持つ王貞治

### 日本プロ野球

#### 個人通算記録
| 順位 | 選手名   | 本塁打 |
| ---- | -------- | ------ |
| 1    | 王貞治   | 868    |
| 2    | 野村克也 | 657    |
| 3    | 門田博光 | 567    |
| 4    | 山本浩二 | 536    |
| 5    | 清原和博 | 525    |
| 6    | 落合博満 | 510    |
| 7    | 張本勲   | 504    |
| 7    | 衣笠祥雄 | 504    |
| 9    | 大杉勝男 | 486    |
| 10   | 中村剛也 | 478    |

| 順位 | 選手名     | 本塁打 |
| ---- | ---------- | ------ |
| 11   | 金本知憲   | 476    |
| 12   | 田淵幸一   | 474    |
| 13   | 土井正博   | 465    |
| 14   | T.ローズ   | 464    |
| 15   | 長嶋茂雄   | 444    |
| 16   | 秋山幸二   | 437    |
| 17   | 小久保裕紀 | 413    |
| 18   | 阿部慎之助 | 406    |
| 19   | 中村紀洋   | 404    |
| 20   | 山﨑武司   | 403    |

- 記録は2024年シーズン終了時[20]

#### シーズン記録

##### 個人
| 順位 | 選手名         | 所属球団               | 本塁打 | 記録年 | 出場試合 | 備考           |
| ---- | -------------- | ---------------------- | ------ | ------ | -------- | -------------- |
| 1    | W.バレンティン | 東京ヤクルトスワローズ | 60     | 2013年 | 130      | セ・リーグ記録 |
| 2    | 村上宗隆       | 東京ヤクルトスワローズ | 56     | 2022年 | 141      | 日本人記録     |
| 3    | 王貞治         | 読売ジャイアンツ       | 55     | 1964年 | 140      |                |
| 3    | T.ローズ       | 大阪近鉄バファローズ   | 55     | 2001年 | 140      | パ・リーグ記録 |
| 3    | A.カブレラ     | 西武ライオンズ         | 55     | 2002年 | 128      | パ・リーグ記録 |
| 6    | R.バース       | 阪神タイガース         | 54     | 1985年 | 126      |                |
| 7    | 野村克也       | 南海ホークス           | 52     | 1963年 | 150      |                |
| 7    | 落合博満       | ロッテオリオンズ       | 52     | 1985年 | 130      |                |
| 9    | 小鶴誠         | 松竹ロビンス           | 51     | 1950年 | 130      |                |
| 9    | 王貞治         | 読売ジャイアンツ       | 51     | 1973年 | 130      |                |
| 9    | T.ローズ       | 大阪近鉄バファローズ   | 51     | 2003年 | 138      |                |

- 記録は2024年シーズン終了時[21]

##### チーム
| 順位 | 球団名               | 本塁打 | 記録年 | 備考           |
| ---- | -------------------- | ------ | ------ | -------------- |
| 1    | 読売ジャイアンツ     | 259    | 2004年 | セ・リーグ記録 |
| 2    | 近鉄バファローズ     | 239    | 1980年 | パ・リーグ記録 |
| 3    | 読売ジャイアンツ     | 226    | 2010年 |                |
| 4    | 西武ライオンズ       | 219    | 1980年 |                |
| 4    | 阪神タイガース       | 219    | 1985年 |                |
| 6    | 近鉄バファローズ     | 212    | 1985年 |                |
| 7    | 大阪近鉄バファローズ | 211    | 2001年 |                |
| 8    | 広島東洋カープ       | 205    | 1978年 |                |
| 8    | 読売ジャイアンツ     | 205    | 2003年 |                |
| 10   | 阪急ブレーブス       | 204    | 1980年 |                |

#### 個人1試合最多本塁打
| 選手名       | 所属球団             | 本塁打 | 記録日        | 対戦相手         | 球場         |
| ------------ | -------------------- | ------ | ------------- | ---------------- | ------------ |
| 岩本義行     | 松竹ロビンス         | 4      | 1951年8月1日  | 大阪タイガース   | 上田市営球場 |
| 王貞治       | 読売ジャイアンツ     | 4      | 1964年5月3日  | 阪神タイガース   | 後楽園球場   |
| T.ソレイタ   | 日本ハムファイターズ | 4      | 1980年4月20日 | 南海ホークス     | 大阪球場     |
| N.ウィルソン | 日本ハムファイターズ | 4      | 1997年6月21日 | 近鉄バファローズ | 大阪ドーム   |
| 古田敦也     | ヤクルトスワローズ   | 4      | 2003年6月28日 | 広島東洋カープ   | 広島市民球場 |

#### その他の記録

##### 個人
| 記録                | 記録      | 選手名         | 所属球団               | 記録年月日              |
| ------------------- | --------- | -------------- | ---------------------- | ----------------------- |
| 連続シーズン本塁打  | 27年      | 谷繁元信       | 中日ドラゴンズ         | 1989年 - 2015年         |
| 連続試合本塁打      | 7試合     | 王貞治         | 読売ジャイアンツ       | 1972年9月11日 - 9月20日 |
| 連続試合本塁打      | 7試合     | R.バース       | 阪神タイガース         | 1986年6月18日 - 6月26日 |
| 連続イニング本塁打  | 3イニング | C.フッド       | 毎日オリオンズ         | 1953年9月6日            |
| 連続イニング本塁打  | 3イニング | 岩本尭         | 読売ジャイアンツ       | 1956年8月4日            |
| 連続イニング本塁打  | 3イニング | 興津立雄       | 広島東洋カープ         | 1965年5月11日           |
| 連続イニング本塁打  | 3イニング | 田淵幸一       | 阪神タイガース         | 1976年8月25日           |
| 連続イニング本塁打  | 3イニング | 若松勉         | ヤクルトスワローズ     | 1978年5月6日            |
| 連続イニング本塁打  | 3イニング | 山倉和博       | 読売ジャイアンツ       | 1985年7月12日           |
| 連続イニング本塁打  | 3イニング | 清原和博       | 読売ジャイアンツ       | 2001年6月9日            |
| 連続打席本塁打      | 5打席     | 村上宗隆       | 東京ヤクルトスワローズ | 2022年7月31日、8月2日   |
| 月間最多本塁打      | 18本      | W.バレンティン | 東京ヤクルトスワローズ | 2013年8月               |
| 1イニング最多本塁打 | 2本       | 記録多数       | 記録多数               | 記録多数                |

##### チーム
| 記録                | 記録      | チーム           | 記録年月日              |
| ------------------- | --------- | ---------------- | ----------------------- |
| 連続試合本塁打      | 35試合    | 西武ライオンズ   | 1986年8月14日 - 9月27日 |
| 連続イニング本塁打  | 6イニング | 読売ジャイアンツ | 1967年10月10日          |
| 連続打者本塁打      | 5打者     | 東映フライヤーズ | 1971年5月3日            |
| 1試合最多本塁打     | 9本       | 松竹ロビンス     | 1951年8月1日            |
| 1試合最多本塁打     | 9本       | 阪神タイガース   | 1976年9月19日           |
| 1試合最多本塁打     | 9本       | 阪急ブレーブス   | 1980年8月9日            |
| 1試合最多本塁打     | 9本       | ロッテオリオンズ | 1980年10月3日           |
| 1イニング最多本塁打 | 6本       | 西武ライオンズ   | 1986年8月6日            |

### メジャーリーグベースボール

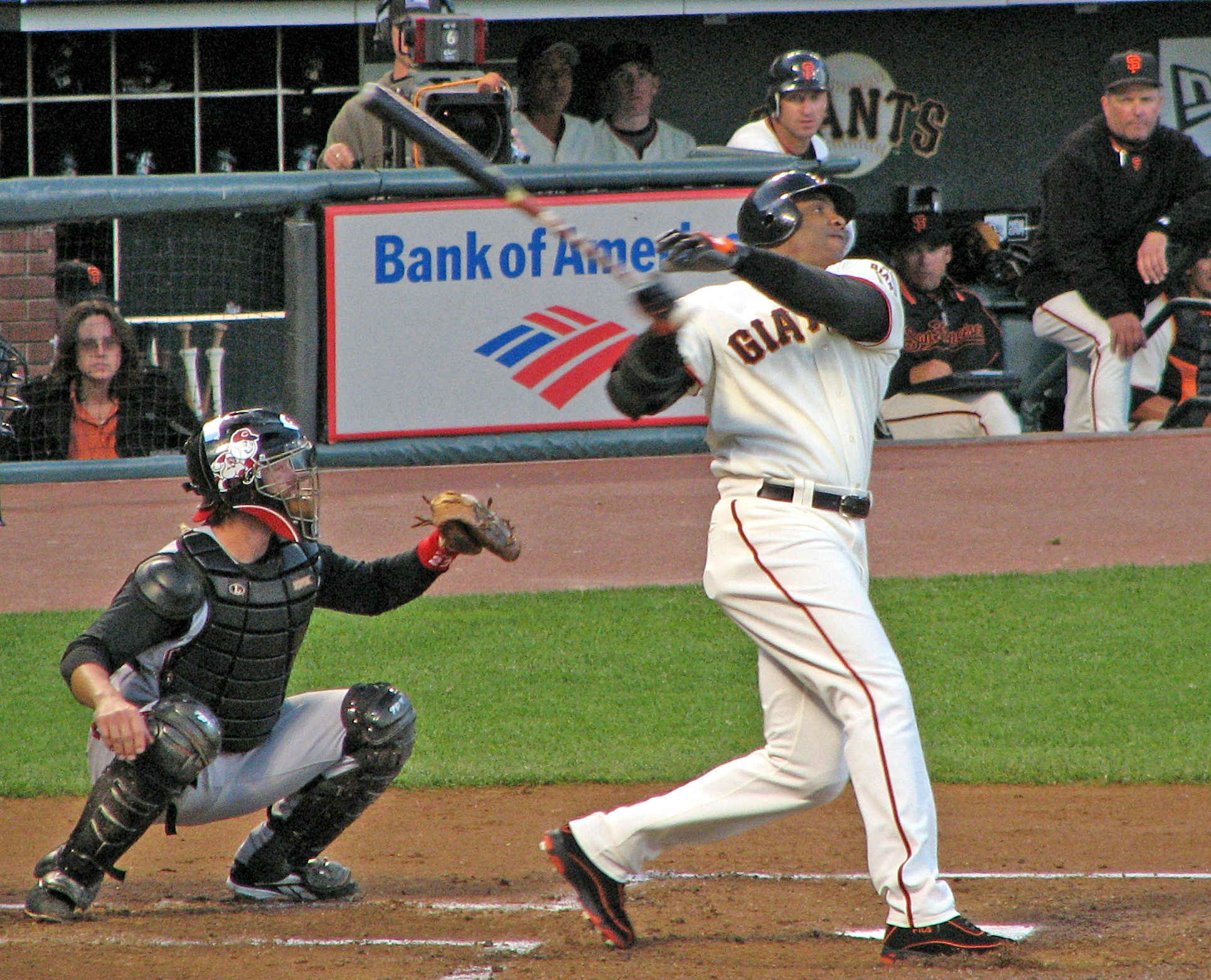
通算本塁打のメジャーリーグ記録を持つバリー・ボンズ

#### 個人通算記録
| 順位 | 選手名                     | 本塁打 |
| ---- | -------------------------- | ------ |
| 1    | バリー・ボンズ             | 762    |
| 2    | ハンク・アーロン           | 755    |
| 3    | ベーブ・ルース             | 714    |
| 4    | アルバート・プホルス       | 703    |
| 5    | アレックス・ロドリゲス     | 696    |
| 6    | ウィリー・メイズ           | 660    |
| 7    | ケン・グリフィー・ジュニア | 630    |
| 8    | ジム・トーミ               | 612    |
| 9    | サミー・ソーサ             | 609    |
| 10   | フランク・ロビンソン       | 586    |

| 順位 | 選手名                 | 本塁打 |
| ---- | ---------------------- | ------ |
| 11   | マーク・マグワイア     | 583    |
| 12   | ハーモン・キルブリュー | 573    |
| 13   | ラファエル・パルメイロ | 569    |
| 14   | レジー・ジャクソン     | 563    |
| 15   | マニー・ラミレス       | 555    |
| 16   | マイク・シュミット     | 548    |
| 17   | デビッド・オルティス   | 541    |
| 18   | ミッキー・マントル     | 536    |
| 19   | ジミー・フォックス     | 534    |
| 20   | テッド・ウィリアムズ   | 521    |
| 20   | ウィリー・マッコビー   | 521    |
| 20   | フランク・トーマス     | 521    |

- 記録は2024年シーズン終了時[22]

#### 個人シーズン記録
| 順位 | 選手名                   | 所属球団                       | 本塁打 | 記録年 | 備考                 |
| ---- | ------------------------ | ------------------------------ | ------ | ------ | -------------------- |
| 1    | バリー・ボンズ           | サンフランシスコ・ジャイアンツ | 73     | 2001年 | ナ・リーグ記録       |
| 2    | マーク・マグワイア       | セントルイス・カージナルス     | 70     | 1998年 | 右打者記録           |
| 3    | サミー・ソーサ           | シカゴ・カブス                 | 66     | 1998年 | 本塁打王以外では最多 |
| 4    | マーク・マグワイア       | セントルイス・カージナルス     | 65     | 1999年 |                      |
| 5    | サミー・ソーサ           | シカゴ・カブス                 | 64     | 2001年 |                      |
| 6    | サミー・ソーサ           | シカゴ・カブス                 | 63     | 1999年 |                      |
| 7    | アーロン・ジャッジ       | ニューヨーク・ヤンキース       | 62     | 2022年 | ア・リーグ記録       |
| 8    | ロジャー・マリス         | ニューヨーク・ヤンキース       | 61     | 1961年 | ア・リーグ左打者記録 |
| 9    | ベーブ・ルース           | ニューヨーク・ヤンキース       | 60     | 1927年 |                      |
| 10   | ベーブ・ルース           | ニューヨーク・ヤンキース       | 59     | 1921年 |                      |
| 10   | ジャンカルロ・スタントン | マイアミ・マーリンズ           | 59     | 2017年 |                      |

- 両打者のシーズン最多本塁打はミッキー・マントル（1961年、ニューヨーク・ヤンキース）の54本塁打
- 記録は2023年シーズン終了時[23]

#### 年齢別シーズン最多本塁打数
| 年齢 | 選手名                             | 所属球団                                                | 本数 | 年     |
| ---- | ---------------------------------- | ------------------------------------------------------- | ---- | ------ |
| 17歳 | トミー・ブラウン                   | ブルックリン・ドジャース                                | 2本  | 1945年 |
| 18歳 | フィル・キャバレッタ               | シカゴ・カブス                                          | 8本  | 1935年 |
| 19歳 | トニー・コニグリアロ               | ボストン・レッドソックス                                | 24本 | 1964年 |
| 20歳 | メル・オット                       | ニューヨーク・ジャイアンツ                              | 42本 | 1929年 |
| 21歳 | エディ・マシューズ                 | ミルウォーキー・ブレーブス                              | 47本 | 1953年 |
| 22歳 | ブラディミール・ゲレーロ・ジュニア | トロント・ブルージェイズ                                | 48本 | 2021年 |
| 23歳 | プリンス・フィルダー               | ミルウォーキー・ブルワーズ                              | 50本 | 2007年 |
| 24歳 | ジミー・フォックス                 | フィラデルフィア・アスレチックス                        | 58本 | 1932年 |
| 25歳 | ベーブ・ルース                     | ニューヨーク・ヤンキース                                | 54本 | 1920年 |
| 26歳 | ロジャー・マリス                   | ニューヨーク・ヤンキース                                | 61本 | 1961年 |
| 27歳 | ジャンカルロ・スタントン           | マイアミ・マーリンズ                                    | 59本 | 2017年 |
| 28歳 | ケン・グリフィー・ジュニア         | シアトル・マリナーズ                                    | 56本 | 1998年 |
| 29歳 | サミー・ソーサ                     | シカゴ・カブス                                          | 66本 | 1998年 |
| 30歳 | サミー・ソーサ                     | シカゴ・カブス                                          | 63本 | 1999年 |
| 31歳 | アレックス・ロドリゲス             | ニューヨーク・ヤンキース                                | 54本 | 2007年 |
| 32歳 | サミー・ソーサ                     | シカゴ・カブス                                          | 64本 | 2001年 |
| 33歳 | マーク・マグワイア                 | オークランド・アスレチックス→セントルイス・カージナルス | 58本 | 1997年 |
| 34歳 | マーク・マグワイア                 | セントルイス・カージナルス                              | 70本 | 1998年 |
| 35歳 | マーク・マグワイア                 | セントルイス・カージナルス                              | 65本 | 1999年 |
| 36歳 | バリー・ボンズ                     | サンフランシスコ・ジャイアンツ                          | 73本 | 2001年 |
| 37歳 | ハンク・アーロン                   | アトランタ・ブレーブス                                  | 47本 | 1971年 |
| 38歳 | バリー・ボンズ                     | サンフランシスコ・ジャイアンツ                          | 45本 | 2003年 |
| 39歳 | バリー・ボンズ                     | サンフランシスコ・ジャイアンツ                          | 45本 | 2004年 |
| 40歳 | デビッド・オルティーズ             | ボストン・レッドソックス                                | 38本 | 2016年 |
| 41歳 | ネルソン・クルーズ                 | ミネソタ・ツインズ→タンパベイ・レイズ                   | 32本 | 2021年 |
| 42歳 | バリー・ボンズ                     | サンフランシスコ・ジャイアンツ                          | 28本 | 2007年 |
| 43歳 | カールトン・フィスク               | シカゴ・ホワイトソックス                                | 18本 | 1991年 |
| 44歳 | フリオ・フランコ                   | アトランタ・ブレーブス                                  | 5本  | 2003年 |
| 45歳 | フリオ・フランコ                   | アトランタ・ブレーブス                                  | 6本  | 2004年 |
| 46歳 | フリオ・フランコ                   | アトランタ・ブレーブス                                  | 9本  | 2005年 |
| 47歳 | フリオ・フランコ                   | ニューヨーク・メッツ                                    | 2本  | 2006年 |
| 48歳 | フリオ・フランコ                   | ニューヨーク・メッツ→アトランタ・ブレーブス             | 1本  | 2007年 |

- フリオ・フランコの年齢は公称であり、資料によっては上記の年齢と西暦が一致しない場合があり。

## 本塁打率
本塁打率とは「1本塁打を打つのにどれだけの打数を要したか」を表す指標であり、「打数÷本塁打数」で求められる

。
なお英語圏では at bats per home run (AB/HR)などと呼ばれる。

### 日本での記録
通算（150本塁打以上を対象）

1. 王貞治 - 10.66
2. バース - 10.93
3. マニエル - 11.25

シーズン（規定打席以上を対象）
1. バレンティン - 7.32 （2013年）
2. 王貞治 - 7.86 （1974年）
3. カブレラ - 8.13 （2002年）

### メジャーリーグでの記録

#### 個人通算記録
| 順位 | 選手名                   | 本塁打率 |
| ---- | ------------------------ | -------- |
| 1    | マーク・マグワイア       | 10.61    |
| 2    | アーロン・ジャッジ       | 11.31    |
| 3    | ベーブ・ルース           | 11.76    |
| 4    | バリー・ボンズ           | 12.92    |
| 5    | ジム・トーミ             | 13.76    |
| 6    | ジョーイ・ギャロ         | 13.79    |
| 7    | 大谷翔平                 | 13.86    |
| 8    | カイル・シュワーバー     | 13.87    |
| 9    | ピート・アロンソ         | 13.89    |
| 10   | ジャンカルロ・スタントン | 14.04    |

| 順位 | 選手名               | 本塁打率 |
| ---- | -------------------- | -------- |
| 11   | ラルフ・カイナー     | 14.11    |
| 12   | ハーモン・キルブルー | 14.22    |
| 13   | サミー・ソーサ       | 14.47    |
| 14   | マイク・トラウト     | 14.58    |
| 15   | テッド・ウィリアムズ | 14.79    |
| 16   | マニー・ラミレス     | 14.85    |
| 17   | アダム・ダン         | 14.90    |
| 18   | ライアン・ハワード   | 14.94    |
| 19   | マット・オルソン     | 14.95    |
| 20   | フアン・ゴンザレス   | 15.11    |

- 通算3000打席以上が対象、記録は2024年シーズン終了時点[29]

#### 個人シーズン記録
| 順位                                             | 選手名             | 所属球団                       | 本塁打率 | 記録年 | 備考                 |
| ------------------------------------------------ | ------------------ | ------------------------------ | -------- | ------ | -------------------- |
| 1                                                | バリー・ボンズ     | サンフランシスコ・ジャイアンツ | 6.52     | 2001年 | 左打者記録           |
| 2                                                | マーク・マグワイア | セントルイス・カージナルス     | 7.27     | 1998年 | 右打者記録           |
| 3                                                | マーク・マグワイア | セントルイス・カージナルス     | 8.02     | 1999年 |                      |
| 4                                                | マーク・マグワイア | オークランド・アスレチックス   | 8.13     | 1996年 | ア・リーグ記録       |
| 5                                                | バリー・ボンズ     | サンフランシスコ・ジャイアンツ | 8.29     | 2004年 |                      |
| 6                                                | ベーブ・ルース     | ニューヨーク・ヤンキース       | 8.48     | 1920年 | ア・リーグ左打者記録 |
| 7                                                | バリー・ボンズ     | サンフランシスコ・ジャイアンツ | 8.67     | 2003年 |                      |
| 8                                                | バリー・ボンズ     | サンフランシスコ・ジャイアンツ | 8.76     | 2002年 |                      |
| 9                                                | ベーブ・ルース     | ニューヨーク・ヤンキース       | 9.00     | 1927年 |                      |
| 10                                               | サミー・ソーサ     | シカゴ・カブス                 | 9.02     | 2001年 |                      |
| 規定打席以上が対象、記録は2024年シーズン終了時点 |                    |                                |          |        |                      |

- 両打者記録はミッキー・マントル（ニューヨーク・ヤンキース、1961年）の9.52

## 被本塁打
被本塁打とは、投手が打者に打たれた本塁打のことを言う。「被弾」と呼ばれる事もある。

### NPB被本塁打記録
| 順位 | 選手名   | 被本塁打 | 被本塁打率 | 投球回 |
| ---- | -------- | -------- | ---------- | ------ |
| 1    | 鈴木啓示 | 560      | 1.10       | 4600.1 |
| 2    | 山田久志 | 490      | 1.14       | 3865   |
| 3    | 東尾修   | 412      | 0.91       | 4086   |
| 4    | 北別府学 | 380      | 1.10       | 3113   |
| 5    | 金田正一 | 379      | 0.62       | 5526.2 |
| 6    | 平松政次 | 374      | 1.00       | 3360.2 |
| 6    | 石川雅規 | 374      | 1.07       | 3137.2 |
| 8    | 米田哲也 | 370      | 0.65       | 5130   |
| 9    | 小山正明 | 365      | 0.67       | 4899   |
| 10   | 工藤公康 | 362      | 0.98       | 3336.2 |

| 順位 | 選手名   | 被本塁打 | 被本塁打率 | 投球回 |
| ---- | -------- | -------- | ---------- | ------ |
| 11   | 柳田豊   | 359      | 1.37       | 2357.2 |
| 12   | 三浦大輔 | 358      | 0.98       | 3276   |
| 13   | 山本昌   | 341      | 0.92       | 3348.2 |
| 14   | 成田文男 | 328      | 1.06       | 2781   |
| 15   | 松岡弘   | 326      | 0.91       | 3240   |
| 16   | 坂井勝二 | 325      | 1.03       | 2839.2 |
| 17   | 堀内恒夫 | 323      | 0.95       | 3045   |
| 18   | 梶本隆夫 | 321      | 0.69       | 4208   |
| 19   | 野村収   | 315      | 1.20       | 2355.2 |
| 20   | 石井茂雄 | 309      | 0.88       | 3168   |

- 記録は2024年シーズン終了時[31]

| 順位 | 選手名     | 所属球団           | 記録年 | 被本塁打 | 被本塁打率 | 投球回 | 備考           |
| ---- | ---------- | ------------------ | ------ | -------- | ---------- | ------ | -------------- |
| 1    | 池谷公二郎 | 広島東洋カープ     | 1977年 | 48       | 1.91       | 226    | セ・リーグ記録 |
| 2    | 金田留広   | 東映フライヤーズ   | 1971年 | 42       | 1.41       | 268    | パ・リーグ記録 |
| 2    | 高橋里志   | 広島東洋カープ     | 1977年 | 42       | 1.33       | 284.2  |                |
| 2    | 井本隆     | 近鉄バファローズ   | 1980年 | 42       | 1.84       | 205.2  | パ・リーグ記録 |
| 2    | 山田久志   | 阪急ブレーブス     | 1985年 | 42       | 1.70       | 222.1  | パ・リーグ記録 |
| 6    | 鈴木啓示   | 近鉄バファローズ   | 1968年 | 41       | 1.03       | 359    | 左投手記録     |
| 6    | 柳田豊     | 近鉄バファローズ   | 1980年 | 41       | 1.75       | 211.1  |                |
| 6    | 小野和義   | 近鉄バファローズ   | 1986年 | 41       | 1.88       | 195.1  | 左投手記録     |
| 9    | 平松政次   | 大洋ホエールズ     | 1976年 | 40       | 1.38       | 260.1  |                |
| 10   | 真田重男   | 松竹ロビンス       | 1950年 | 39       | 0.89       | 395.2  |                |
| 10   | 鈴木啓示   | 近鉄バファローズ   | 1971年 | 39       | 1.20       | 291.1  |                |
| 10   | 遠藤一彦   | 横浜大洋ホエールズ | 1984年 | 39       | 1.27       | 276.2  |                |
| 10   | 山内孝徳   | 南海ホークス       | 1986年 | 39       | 1.66       | 211.1  |                |

- 記録は2024年シーズン終了時[32]

| 選手名   | 所属球団         | 被本塁打 | 記録日        | 対戦相手     |
| -------- | ---------------- | -------- | ------------- | ------------ |
| 川崎徳次 | 読売ジャイアンツ | 8        | 1949年4月26日 | 大映スターズ |

### MLB被本塁打記録
| 順位 | 選手名                     | 被本塁打 | 被本塁打率 | 投球回 |
| ---- | -------------------------- | -------- | ---------- | ------ |
| 1    | ジェイミー・モイヤー       | 522      | 1.15       | 4074   |
| 2    | ロビン・ロバーツ           | 505      | 0.97       | 4688.2 |
| 3    | ファーガソン・ジェンキンス | 484      | 0.97       | 4500.2 |
| 4    | フィル・ニークロ           | 482      | 0.80       | 5404   |
| 5    | ドン・サットン             | 472      | 0.80       | 5282.1 |
| 6    | フランク・タナナ           | 448      | 0.96       | 4118.1 |
| 7    | バートロ・コローン         | 439      | 1.14       | 3461.2 |
| 8    | ウォーレン・スパーン       | 434      | 0.74       | 5243.2 |
| 9    | バート・ブライレブン       | 430      | 0.78       | 4970   |
| 10   | ティム・ウェイクフィールド | 418      | 1.17       | 3226.1 |

| 順位 | 選手名                 | 被本塁打 | 被本塁打率 | 投球回 |
| ---- | ---------------------- | -------- | ---------- | ------ |
| 11   | スティーブ・カールトン | 414      | 0.71       | 5217.2 |
| 12   | ランディ・ジョンソン   | 411      | 0.89       | 4135.1 |
| 13   | デビッド・ウェルズ     | 407      | 1.07       | 3439   |
| 14   | ゲイロード・ペリー     | 399      | 0.67       | 5350   |
| 15   | ジム・カート           | 395      | 0.78       | 4530.1 |
| 16   | ジャック・モリス       | 389      | 0.92       | 3824   |
| 17   | チャーリー・ハフ       | 383      | 0.91       | 3801.1 |
| 18   | CC・サバシア           | 382      | 0.96       | 3577.1 |
| 19   | トム・シーバー         | 380      | 0.72       | 4783   |
| 20   | マイク・ムッシーナ     | 376      | 0.95       | 3562.2 |

- 記録は2023年シーズン終了時点[33]

| 順位 | 選手名               | 所属球団                                          | 記録年 | 被本塁打 | 被本塁打率 | 投球回 | 備考           |
| ---- | -------------------- | ------------------------------------------------- | ------ | -------- | ---------- | ------ | -------------- |
| 1    | バート・ブライレブン | ミネソタ・ツインズ                                | 1986年 | 50       | 1.67       | 271.2  |                |
| 2    | ホセ・リマ           | ヒューストン・アストロズ                          | 2000年 | 48       | 2.20       | 196.1  | ナ・リーグ記録 |
| 3    | ロビン・ロバーツ     | フィラデルフィア・フィリーズ                      | 1956年 | 46       | 1.39       | 297.1  |                |
| 3    | バート・ブライレブン | ミネソタ・ツインズ                                | 1987年 | 46       | 1.55       | 267    |                |
| 3    | ブロンソン・アローヨ | シンシナティ・レッズ                              | 2011年 | 46       | 2.08       | 199    |                |
| 6    | ジェイミー・モイヤー | シアトル・マリナーズ                              | 2004年 | 44       | 1.96       | 202    | 左投手記録     |
| 6    | ランス・リン         | シカゴ・ホワイトソックス→ロサンゼルス・ドジャース | 2023年 | 44       | 2.16       | 183.2  |                |
| 8    | ペドロ・ラモス       | ワシントン・セネタース                            | 1957年 | 43       | 1.68       | 231    |                |
| 8    | エリック・ミルトン   | フィラデルフィア・フィリーズ                      | 2004年 | 43       | 1.93       | 201    |                |
| 10   | デニー・マクレーン   | デトロイト・タイガース                            | 1966年 | 42       | 1.43       | 264.1  |                |

- 記録は2023年シーズン終了時点[34]

## 被本塁打率
投手によって投球回が違うため、本塁打を打たれやすいかどうかは、被本塁打率（被本塁打数÷投球回×9）で表される。この率が低いほど本塁打を打たれにくい投手となる。この被本塁打率の平均はMLBにおいては1.0ほどである。ただし、本拠地球場の本塁打パークファクターによって変動しやすい。

### MLB通算記録
| 順位 | 選手名                     | 被本塁打率 |
| ---- | -------------------------- | ---------- |
| 1    | アルバート・スポルディング | 0.047      |
| 2    | キャンディ・カミングス     | 0.050      |
| 3    | エド・ウォルシュ           | 0.0698     |
| 4    | ジョージ・ゼットレイン     | 0.0703     |
| 5    | アディ・ジョス             | 0.074      |
| 6    | エディ・プランク           | 0.084      |
| 7    | ディック・マクブライド     | 0.087      |
| 8    | エディ・シーコット         | 0.089      |
| 9    | サイ・ファルケンベルク     | 0.0910     |
| 10   | ビル・ドノバン             | 0.0911     |

| 順位 | 選手名             | 被本塁打率 |
| ---- | ------------------ | ---------- |
| 11   | ハリー・ハウエル   | 0.0946     |
| 12   | モンテ・ウォード   | 0.0947     |
| 13   | ドク・ホワイト     | 0.0977     |
| 14   | サム・リーバー     | 0.0981     |
| 15   | ジョージ・マリン   | 0.103      |
| 16   | フランク・スミス   | 0.107      |
| 17   | ルーブ・ワッデル   | 0.112      |
| 18   | エド・ロイルバック | 0.113      |
| 19   | レッド・エイムズ   | 0.115      |
| 20   | チーフ・ベンダー   | 0.119      |

- 通算2000投球回以上が対象、記録は2024年シーズン終了時点[35]

#### 参考記録
| 順位 | 選手名                     | 被本塁打率 |
| ---- | -------------------------- | ---------- |
| 1    | ジム・デブリン             | 0.045      |
| 2    | レブ・ラッセル             | 0.049      |
| 3    | ジャック・フィースター     | 0.0506     |
| 4    | エド・キリアン             | 0.0507     |
| 5    | フランク・コリドン         | 0.052      |
| 6    | スモーキー・ジョー・ウッド | 0.06       |
| 7    | テリー・ラーキン           | 0.069      |
| 8    | ベーブ・ルース             | 0.074      |
| 9    | アンディ・コークリー       | 0.076      |
| 10   | ウィリー・ミッチェル       | 0.077      |

- 記録は2024年シーズン終了時点[35]

#### 個人シーズン記録（ライブボール時代以降）
| 順位 | 選手名                     | 所属球団                                 | 被本塁打率 | 記録年 | 備考                       |
| ---- | -------------------------- | ---------------------------------------- | ---------- | ------ | -------------------------- |
| 1    | アレン・ソトロン           | ブラウンズ→レッドソックス→インディアンス | 0.00       | 1921年 | ア・リーグ記録             |
| 1    | スリム・ハリス             | アスレチックス→レッドソックス            | 0.00       | 1926年 | ア・リーグ記録             |
| 3    | エッパ・リクシー           | シンシナティ・レッズ                     | 0.029      | 1921年 | ナ・リーグ記録、左投手記録 |
| 4    | サム・ジョーンズ           | ボストン・レッドソックス                 | 0.030      | 1921年 |                            |
| 5    | スタン・コベレスキ         | ワシントン・セネタース                   | 0.04       | 1926年 |                            |
| 6    | イーウェル・ブラックウェル | シンシナティ・レッズ                     | 0.046      | 1946年 |                            |
| 7    | ルーブ・メルトン           | ブルックリン・ドジャース                 | 0.048      | 1944年 |                            |
| 8    | ベーブ・アダムズ           | ピッツバーグ・パイレーツ                 | 0.0525     | 1922年 |                            |
| 9    | ビル・シャーデル           | セントルイス・カージナルス               | 0.0529     | 1920年 |                            |
| 10   | ドルフ・ルケ               | シンシナティ・レッズ                     | 0.06       | 1923年 |                            |

- 1920年以降、各年度規定投球回以上。記録は2024年終了時[36]